# 赛丽高原鳅
赛丽高原鳅（学名：Triplophysa sellaefer）为輻鰭魚綱鯉形目條鳅科高原鳅属的鱼类，俗名赛丽条鳅。在中国，分布于黄河中下游等。该物种的模式产地在山西太原。

## 扩展阅读
維基物種上的相關：赛丽高原鳅
- 黄河土著鱼类列表